# Brachymis wittei
Brachymis wittei är en skalbaggsart som beskrevs av Louis Burgeon 1945. Brachymis wittei ingår i släktet Brachymis och familjen Melolonthidae. Inga underarter finns listade.